# Igor' Obuchov
Igor' Andreevič Obuchov (in russo Игорь Андреевич Обухов?; San Pietroburgo, 29 maggio 1996) è un calciatore russo, portiere del Fakel Voronež.

## Carriera

### Club
Cresciuto nelle giovanili dello Zenit San Pietroburgo, ha esordito con la seconda squadra l'8 novembre 2013 in occasione di un match di campionato perso 1-0 contro il Dolgoprudnyj.

### Nazionale
Ha giocato nelle nazionali giovanili russe Under-15, Under-17 ed Under-21.